# Fabian Bruster
Fabian Bruster (19 februari 1986) is een Nederlands voormalig voetballer die als middenvelder voor Stormvogels Telstar speelde.

## Carrière
Fabian Bruster debuteerde voor Stormvogels Telstar in de Eerste divisie op 26 september 2005, in de met 0-0 gelijkgespeelde uitwedstrijd tegen De Graafschap. Bruster kwam in de 90e minuut in het veld voor Arjan Wisse. Dit was zijn enige wedstrijd voor Telstar. Later speelde hij nog voor de Alkmaarse amateurclub AFC '34, waar hij periodes in zowel het zaterdag- als zondagelftal speelde. In 2015 stopte hij met voetballen.

### Statistieken
| Seizoen                    | Club                | Land           | Competitie     | Competitie | Competitie | Beker | Beker | Totaal | Totaal |
| Seizoen                    | Club                | Land           | Competitie     | Wed.       | Dlp.       | Wed.  | Dlp.  | Wed.   | Dlp.   |
| -------------------------- | ------------------- | -------------- | -------------- | ---------- | ---------- | ----- | ----- | ------ | ------ |
| 2005/06                    | Stormvogels Telstar | Nederland      | Eerste divisie | 1          | 0          | 0     | 0     | 1      | 0      |
| Carrièretotaal             | Carrièretotaal      | Carrièretotaal | Carrièretotaal | 1          | 0          | 0     | 0     | 1      | 0      |
| Bijgewerkt op 30 juni 2019 |                     |                |                |            |            |       |       |        |        |